# Кодзоев, Багаудин Госпоевич
Багауди́н Госпо́евич Кодзо́ев (1934—2010) — звеньевой механизированного кукурузоводческого звена совхоза «40 лет Октября», Герой Социалистического Труда (1986).

## Биография
Трудовую деятельность начал в 1945 году, работал развозчиком продуктов питания для рабочих тракторно-полеводческой бригады колхоза имени «Димитрова» в Казахстане.
В 1948—1957 гг. — прицепщик и штурвальщик прицепного комбайна колхозов «Сталинец-1» и «Сталинец-6».
В 1957—1959 гг. — молотобоец кузнечного цеха Карабулакского сахарного комбината (Талды-Курганская область).
В 1959—1960 гг. возвращается на родину, тракторист 2-го отделения, машинистом-тракторист,
В 1960—2009 гг. — звеньевой механизированного кукурузоводческого звена совхоза «40 лет Октября».
Восемь раз избирался депутатом Кантышевского сельского Совета; трижды — депутатом Назрановского райсовета; дважды — членом бюро Чечено-Ингушского обкома КПСС. Два года являлся членом Чечено-Ингушского обкома КПСС. В 1985 году избран депутатом Верховного Совета Чечено-Ингушской АССР.
Избирался делегатом XXVII съезда КПСС.

## Награды и звания
Герой Социалистического Труда (1986). Награждён орденами Ленина, Октябрьской Революции, Трудового Красного Знамени, «Знак Почёта», медалями.